# Castelo de Canha
O Castelo de Canha localizava-se na povoação do mesmo nome, Município de Montijo, Distrito de Setúbal, em Portugal.
Integrava uma rede defensiva mais ampla que compreendia outras fortificações medievais na região, como os Castelo de Almada, Castelo de Belmonte Samora Correia, Castelo de Cabrela, Castelo de Coina-a-Velha, Castelo de Palmela, Castelo de Sesimbra e o Castelo de Setúbal.

## História
No contexto da Reconquista cristão da Península Ibérica, Canha constituía, com Alcoutim, Cabrela, Ferreira, Mértola e Torrão, a fronteira Nordeste-Este da Ordem de Santiago na região. Possuiu castelo, do qual apenas nos resta o nome na rua principal, cuja localização, hoje desconhecida, seria a cavaleiro da povoação.
Quando as forças de Iacube Almançor, por volta do ano de 1190 avançaram para o Norte, arrasaram alguns castelos nomeadamente os Castelo de Alcácer do Sal, Castelo de Coina-a-Velha, Castelo de Coruche e Castelo de Palmela, entre outros. O de Canha também terá sido danificado, iniciando-se então, a sua decadência até não mais restar, em nossos dias, vestígio algum.